# Индепендиенте Меделин
Депортиво Индепендиенте Меделин или ДИМ (на испански: Deportivo Independiente Medellín) е колумбийски футболен отбор от Меделин, департамент Антиокия. Създаден на 14 ноември 1913 г., той е един от най-големите и най-популярните отбори в страната. Носител е на пет шампионски титли и една Купа на Колумбия. До 1953 г. се нарича Меделин Фут Бол Клуб.

## История
Въпреки че в началните години на Категория Примера А Индепендиенте Меделин става вторият отбор след Мийонариос с две шампионски титли (1955 и 1957), до спечелването на третата изминават цели 45 години. През това време Индепендиенте е близо до спечелването на шампионата, но това не се случва, при това при съмнителни обстоятелства. През 1993 г. шампионатът все още се провежда по стария формат, според който първите осем отбора в класирането сформират две полуфинални групи от по четири отбора, от които по два отбора стигат до финалната група, в която се играе всеки срещу всеки. В последния кръг на финалната група Индепендиенте приема Атлетико Насионал, а Атлетико Хуниор – Америка де Кали. Победа за ДИМ при равенство или загуба за Атлетико Хуниор означава титла за първите. Двата мача трябва да започнат по едно и също време, но срещата на Атлетико Хуниор започва пет минути по-късно. Индепендиенте печели своята среща с 1:0, а до последната минута Атлетико Хуниор и Америка де Кали играят при 2:2 и играчите на клуба от Меделин вече празнуват титлата, но в крайна сметка Атлетико Хуниор успява да отбележи победен гол и печели първенството.
През 1989 г. ДИМ е сред фаворитите за спечелване на шампионата, но във финалната фаза на турнира има проблеми с класирането за финалната четворка. В мача срещу Америка де Кали страничният съдия Алваро Ортега допуска грешка и гол на Индепендиенте е отменен, а срещата завършва 0:0. След мача фен на Индепендиенте убива Ортега, а шампионска титла не е присъдена.
Друг момент от историята на ДИМ с криминален привкус е ареста на 13 бивши служители на отбора от най-високо ниво през декември 2008 г. по обвинения в пране на пари и трафик на дрога. Сред тях са и бившият собственик в периода 1999 – 2005 г. Родриго Тамайо, както и трима вицепрезиденти. Разследването започва след като бивш финансов ревизор на тима публикува книгата „Човекът, който пере пари чрез дрога“, отнасяща се за Тамайо. В нея се твърди, че отборът изпрал около 65 милиона долара за последните 30 години.

## Известни бивши играчи
- Адолфо Валенсия
- Джаксън Мартинес
- Ектор Ечевери
- Ефраин Санчес
- Карлос Агилера
- Карлос Валдерама
- Луис Арманто Переа
- Омар Оресте Корбата
- Рене Игита
- Себастиан Ернандес
- Хосе Висенте Греко
- Хосе Пекерман
- Хуан Куадрадо
- Рафаел Перес

## Успехи
Национални
- Категория Примера А:
  - Шампион (5): 1955, 1957, 2002 Ф, 2004 А, 2009 Ф
  - Вицешампион (8): 1959, 1961, 1966, 1993, 2001, 2008 Ф, 2012 Ф, 2014 Ф
  - Трето място (8): 1954, 1964, 1984, 1998, 2005 Ф, 2006 Ф, 2008 А, 2010 А
- Купа на Колумбия:
  - Носител (1): 1981
  - Второ място (1): 1956
- Аматьорско първенство на Колумбия:
  - Шампион (7): 1918, 1920, 1922, 1930, 1936, 1937, 1938
- Аматьорско първенство на Антиокия:
  - Шампион (8): 1937, 1938, 1939, 1941, 1942, 1943, 1944, 1945

Международни
- Копа Либертадорес:
  - Полуфинал (1): 2003

## Рекорди
- Най-голяма победа: 8:1 срещу Депортиво Перейра, 4 август 1957
- Най-голяма загуба: 6:0 срещу Атлетико Насионал, 4 ноември 1976; 6:0 срещу Онсе Калдас, 16 април 2006; 8:3 срещу Хуниор, 31 октомври 1948
- Най-много мачове: Ектор Ечевери – 457
- Най-много голове: Хосе Висенте Греко – 92

### Футболисти с най-много мачове
| Място | Име                   | Мачове |
| ----- | --------------------- | ------ |
| 1     | Ектор Ечевери         | 457    |
| 2     | Понсиано Кастро       | 452    |
| 3     | Рикардо Кале          | 324    |
| 4     | Алваро Ескобар        | 315    |
| 5     | Роберто Карлос Кортес | 311    |
| 6     | Джон Рестрепо         | 300    |
| 7     | Карлос Кастро         | 283    |
| 8     | Уриел Кадавид         | 277    |
| 9     | Родолфо Авила         | 373    |
| 10    | Хавиер Аранго         | 267    |

### Футболисти с най-много голове
| Място | Име                       | Голове |
| ----- | ------------------------- | ------ |
| 1     | Хосе Висенте Греко        | 92     |
| 2     | Карлос Кастро             | 90     |
| 3     | Диего Алварес             | 78     |
| 4     | Фелипе Марино             | 77     |
| 5     | Хорхе Орасио Серна        | 66     |
| 6     | Уриел Кадавид             | 65     |
| "     | Джаксън Мартинес          | 65     |
| 8     | Перфекто Родригес         | 64     |
| 9     | Бернардо Иван Аристисабал | 49     |
| 10    | Джон Харамийо             | 45     |